# Шангнау
Шангнау (нім. Schangnau) — громада  в Швейцарії в кантоні Берн, адміністративний округ Емменталь.

## Географія
Громада розташована на відстані близько 34 км на південний схід від Берна.
Шангнау має площу 36,5 км², з яких на 2,1% дозволяється будівництво (житлове та будівництво доріг), 53,2% використовуються в сільськогосподарських цілях, 35,7% зайнято лісами, 9% не є продуктивними (річки, льодовики або гори).

## Демографія
2019 року в громаді мешкало 905 осіб (-2% порівняно з 2010 роком), іноземців було 3,3%. Густота населення становила 25 осіб/км².
За віковим діапазоном населення розподілялося таким чином: 22,5% — особи молодші 20 років, 58,2% — особи у віці 20—64 років, 19,2% — особи у віці 65 років та старші. Було 379 помешкань (у середньому 2,4 особи в помешканні).
Із загальної кількості 583 працюючих 240 було зайнятих в первинному секторі, 102 — в обробній промисловості, 241 — в галузі послуг.